# Eisenhüttenmühle

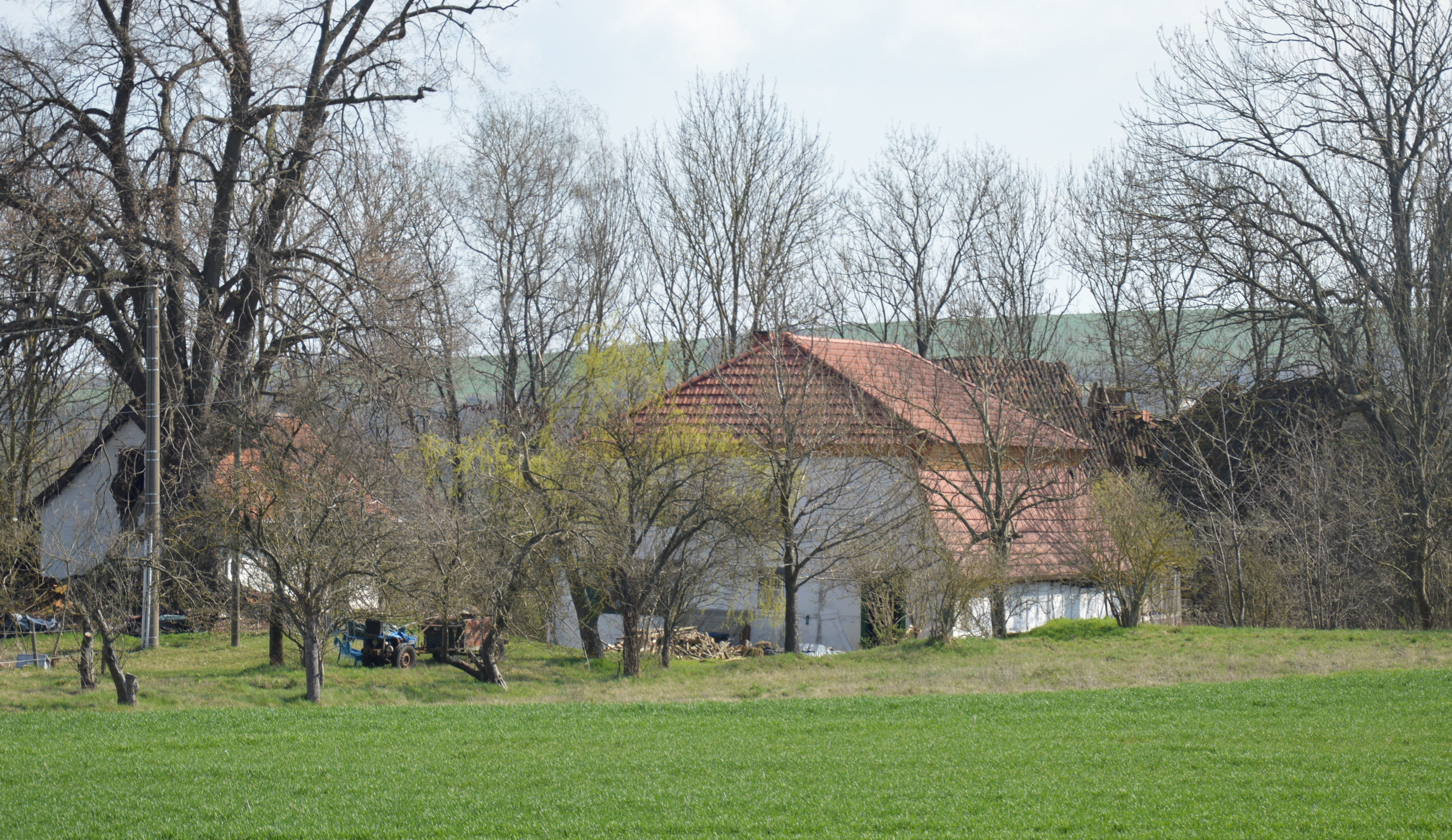
Eisenhüttenmühle, 2017, Blick von Nordwesten

Die Eisenhüttenmühle ist eine denkmalgeschützte Wassermühle in Bennungen in der Gemeinde Südharz in Sachsen-Anhalt.

## Lage
Sie befindet sich östlich außerhalb des Dorfes, südlich der nach Hohlstedt führenden Straße an der Adresse Halle-Kasseler-Straße 233. Eine frühere Adressierung lautete Hallesche Straße 233. Die Mühle liegt am Ufer der Leine, unweit deren Mündung in die Helme.

## Architektur und Geschichte
Das Mühlengehöft wurde bereits vor dem Jahr 1605 erwähnt. Der Name Eisenhüttenmühle verweist dabei auf eine ursprüngliche Nutzung. Später wurde sie jedoch zur Getreide- und Sägemühle umgebaut. Es besteht ein breitgelagertes, im 17. Jahrhundert in Fachwerkbauweise errichtetes Wohnhaus. Bedeckt ist der Bau mit einem über dem Giebel angewalmten Mansarddach. Teile der alten Mühlentechnik sind erhalten. So besteht ein Mahl- und Schrotgang, ein Porzellanwalzenstuhl und ein Wurftrichter.
Der spätere Generalfeldmarschall Ernst Albrecht von Eberstein (1605–1676) wird 1657 als neuer Besitzer des Eisenhammers vor Bennungen genannt. Zum damaligen Zeitpunkt war der Hammer vom Kurfürstentum Sachsen an das neugebildete Sekundogeniturfürstentum Sachsen-Weißenfels gelangt. Er erwarb käuflich auch die Eisensteinbergwerke im Amt Sangerhausen mit Beyernaumburg. Als Ernst Albrecht von Eberstein 1676 starb, hinterließ er vier Söhne, die sich untereinander einigten, dass Christian Ludwig von Eberstein diese väterlichen Besitzungen erhält. Christian Ludwig von Eberstein war Oberaufseher des Fürstentums Harzgerode, Oberberghauptmann, Obristwachtmeister und Oberforstmeister. Er beabsichtigte, den Eisenhammer vor Bennungen 1697 an den früheren gräflich-stolbergischen Hüttenschreiber Johann Matthias Asprian zu verkaufen. Herzog Johann Adolph I. von Sachsen-Weißenfels behielt sich allerdings den Vorkauf vor, so dass Eberstein 1698 den Eisenhammer nebst zugehöriger Eisensteinbergwerke an den Schösser und Bergvogt Geyer in Sangerhausen verkaufen musste, der wenige Wochen später diesen Besitz an die Brüder Senff in Sangerhausen veräußerte. Durch den gestiegenen Holzpreis und entstandene Schulden sahen sich die Gebrüder Senff gezwungen, den Eisenhammer vor Bennungen nebst der dort befindlichen Hütte und den Eisensteinbergwerken im Amt Sangerhausen 1705 wieder an den Vorbesitzer, Christian Ludwig von Eberstein, zu verkaufen. Dieser starb 1717. Der Eisenhammer fiel „nach Bergwerksart und Gewohnheit“ an dessen Söhne, als deren Wortführer Ernst Friedrich Graf von Eberstein auftrat. Nach dem Rückfall des Fürstentums Sachsen-Weißenfels an das Kurfürstentum Sachsen im Jahre 1748 gab es große Bedenken am Dresdner Hofe, die Familie von Eberstein mit der Bergwerksgerechtigkeit neu zu belehnen. Es kam zu keiner Entscheidung, zumal inzwischen der Betrieb des Eisenhammers zum Erliegen gekommen war.
Als nach dem Wiener Kongress im Jahre 1816 Preußen die Lehnsherrschaft übernahm, stellte Wolf Freiherr von Eberstein zu Großleinungen im Auftrag der übrigen Familienmitglieder unter Hinweis auf den Lehnbrief von 1664 den Antrag auf erneute Belehnung mit dem Eisenhammer bei Bennungen und den Eisensteinbergwerken. Die Belehnung verzögerte sich, da das Oberlandesgericht Naumburg sich um die nötigen Informationen bemühte. Das Oberbergamt Halle teilte 1824 mit, „daß der vormalige Eisenhammer schon vorlängst in eine Mühle verwandelt, und das Eisensteinbergwerk verlaßen und nicht bergordnungsmäßig verreceßirt, mithin als im Freien liegend zu betrachten ist“. Nach längeren gerichtlichen Verhandlungen erklärte der preußische Justizminister 1827 in Berlin die Erledigung aller weiteren Lehnsverfolgung für den früheren Eisenhammer, für den sich nunmehr die Bezeichnung Eisenhüttenmühle einbürgerte.
Im örtlichen Denkmalverzeichnis ist die Mühle seit dem 24. August 1995 unter der Erfassungsnummer 094 83388 als Baudenkmal verzeichnet. Das Gebäude gilt als technisch-wirtschaftlich und kulturell-künstlerisch sowie städtebaulich bedeutsam.